# Wenchang
Wenchang (文昌市; Pinyin: Wénchāng Shì) er en by på øen og provinsen Hainan i Folkerepublikken Kina, søm hører direkte under provisnregerinen. I 1999 var der 529.948 indbyggere, og den havde et areal på 2.403 km2. I kommunen ligger Kosmodrom Wenchang, der der den sydligste af de fire kinesiske rumhavne.